# 士燮 (春秋)
士 燮（し しょう、? - 紀元前574年）は、中国春秋時代の晋の政治家。姓は祁、氏は士、もしくは封地から范、諱は燮、諡は文。士会の子。士匄（范宣子）の父、士鞅（范献子）の祖父。范文子と呼ばれる。

## 生涯

### 士会の薫陶
士燮は士会の薫陶を受けて育ったが、それは士燮が士会の引退後に下軍の佐として景公のもとに出仕してからも変わらなかった。
ある時士燮の帰宅が遅れた事を士会が尋ねると、士燮は秦からの客を接待していたからだと答え、その際に秦の客が出した謎を誰も答えられなかったので、自分が三つ謎を解いたと言った。それを聞くや士会は激怒し、「他の人達は目上の人に譲ろうと黙っていただけだ。それをお前は無視して答えた事でその人達を三度も侮辱したのだ。私がいなければこの家はすぐに潰れるだろう。」と士燮を殴打した。
後の紀元前589年の鞍の戦いには上軍の将に昇格し、斉を打ち破った。その後の帰還が遅かったので、士会がその事を尋ねると、「今回の戦いは郤子（郤克）が中心でしたので、私が先に帰還すると私に注目が集まるので、郤子が先に帰還するまで待っていたのです。」と答えた。それを聞いた士会は「私達は災いを免れるだろう。」と士燮の控えめな態度を褒め称えた。
こうして士燮は、晋の良識派の大夫の一人となったのである。

### 卿として
紀元前583年、趙武が韓厥の支援で趙家を再興し、士燮の所に成人の挨拶に来た時には「今こそ自身を戒められよ。賢者は栄光に満ちた時は益々自身を戒めますが、愚者は逆に栄光の為に高慢になります。」との祝辞を与えた。
後に士燮は宋の華元の仲介を受けて、楚との講和を結ぶ事に成功する。

### 鄢陵の戦い
しかし、紀元前575年に鄢陵の戦いが起こって講和は敗れてしまう。
士燮は戦争を極力回避しようと働きかけるが、徒労に終わってしまう。更に、嫡子の士匄が戦闘の開始を諸将に勧めるのを見るや、「国の存亡は天命であり、お前のような小僧に何が分かるか。しかも聞かれもしないのに勝手に発言するのは大罪である。必ず処刑されよう」と激怒し、戈を持って士匄を追い掛け回した。
結局鄢陵の戦いは、晋軍の勝利に終わったが、士燮は徳のない厲公が徳のある共王に勝ってしまったことをむしろ恐れ、家臣に自らを呪わせて死んだ。家督は士匄が継いだ。死後、恭謙な態度を生涯貫き通した事と、一時的ながら楚との和睦の大功を成した事から、諡号「文」を諡され、范文子と呼ばれる。

## 死後
のちに晋悼公は、「范武子（士会）は執秩の法を明らかにして晋を安定させ、その法は今でも用いられている。文子（士燮）は一身を勤労して諸侯を鎮定服従させ今でも晋はその功に頼っている。この二人の徳を忘れて良いものだろうか」と言って、士会の子で、士燮の弟にあたる士魴を新軍の将に任じた。